# Openbare universiteit
Een openbare universiteit is een universiteit die opgericht is door de overheid. Dit in tegenstelling tot bijzondere universiteiten. Beide typen universiteit kunnen recht hebben op overheidsbekostiging. 

## Erkenning
In Nederland erkent het Ministerie van Onderwijs, Cultuur en Wetenschap (OCW) zowel openbare als bijzondere onderwijsinstellingen als universiteit. Deze zijn verenigd in de Universiteiten van Nederland. Daarnaast erkent de overheid opleidingen van enkele particuliere onderwijsinstellingen als gelijkwaardig aan die van de erkende universiteiten. Deze worden in de wet rechtspersonen voor het hoger onderwijs genoemd.

## Bekostiging
In Nederland hebben alle erkende universiteiten recht op overheidsbekostiging. Naast de elf openbare universiteiten zijn er nog drie erkende universiteiten:
de twee stichtingen Radboud Universiteit Nijmegen en Universiteit van Tilburg en de vereniging Vrije Universiteit Amsterdam. Voor 2010 werden deze aangewezen universiteiten genoemd. De bekostiging wordt gefinancierd via het ministerie van Onderwijs, Cultuur en Wetenschap.

## Personeel
Medewerkers van een openbare universiteit vallen onder het publiekrecht. Medewerkers van een bijzondere universiteit vallen onder privaatrecht.

## Overig
In sommige landen zijn nagenoeg alle universiteiten openbaar. In België, Nederland en het Verenigd Koninkrijk, bijvoorbeeld, is dat het geval. Het onderscheid tussen openbare en particuliere universiteiten is vooral zinvol in landen waar beide naast elkaar bestaan. In de Verenigde Staten, waar bijvoorbeeld wel veel particuliere universiteiten zijn, worden de meeste openbare universiteiten gefinancierd door de staten. 
In sommige gebieden in de wereld zijn de openbare universiteiten invloedrijke onderzoekscentra die hoog genoteerd staan in de academische rankings.